# Dino Penazzato
Dino Penazzato (Vicenza, 5 novembre 1913 – Roma, 15 giugno 1962) è stato un politico e sindacalista italiano, terzo presidente delle ACLI e deputato della Democrazia Cristiana.

## Biografia
Fu presidente nazionale delle Acli dal 4 aprile 1954 al 1º aprile 1960.
Nel 1953 fu eletto deputato per la DC, venendo confermato nel 1958; nel partito è esponente della corrente progressista di "Rinnovamento".
Fu tra i teorici della compatibilità tra incarichi politici e quelli dell'associazione.
Sotto la sua guida le ACLI ebbero violenti attacchi da parte della Confindustria e di Luigi Gedda.
Nel 1966, in suo ricordo, fu intitolato un premio di pittura a Viterbo, mentre a Roma al quartiere Collatino gli fu intitolata una strada e la biblioteca comunale al civico 112.